# GeForce 700 series
La serie GeForce 700 è una famiglia di GPU sviluppata da Nvidia, usata in PC desktop e portatili.

## Caratteristiche
La serie GeForce 700 è principalmente basata su un rinnovamento della microarchitettura Kepler (chip con codename GK) usate nella precedente serie GeForce 600 series, ma incluse anche in alcune schede della precedente serie Fermi (GF) e della successiva microarchitettura Maxwell (GM). Un numero di chip GeForce 700 sono stati distribuiti per dispositivi mobile ad aprile 2013. Le schede grafiche della serie 700 non sono state rilasciate prima di Maggio 2013, iniziando con il rilascio della GeForce GTX Titan il 19 Febbraio 2013 e con la GeForce GTX 780 il 23 Maggio 2013.
La GPU GK110 è stato progettato e commercializzato con l'obbiettivo di ampie performance di calcolo. Contiene 7.1 miliardi di transistor. Questo modello ha inoltre lo scopo di massimizzare l'efficienza energetica tramite le esecuzioni di più operazioni possibili in contemporanea in base alle capacità dei suoi streaming processors.
Le uscite video supportate dalla GTX Titan Black prevedevano, oltre la DVI Dual-Link, la HDMI 1.4b e la DisplayPort 1.2 tutte con supporto HDCP 2.0.

## Prodotti
In seguito è riportata la tabella dei prodotti.
| Modello                 | Rilascio          | Codename      | Fabbricazione (nm) | Configurazione dei Core (Shader Units, TMU e ROP) | Dimensione Die (mm2) | Memoria | Memoria      | Memoria              | Memoria          | Velocità Clock (MHz) | Velocità Clock (MHz) | Fillrate     | Fillrate       | GFLOPS             | TDP (W) | MSRP (USD) |
| Modello                 | Rilascio          | Codename      | Fabbricazione (nm) | Configurazione dei Core (Shader Units, TMU e ROP) | Dimensione Die (mm2) | GB      | Tipo Memoria | Clock Memoria (MBPS) | Bandwidth (GB/s) | Clock Base           | Clock Boost          | Pixel (GP/s) | Texture (GT/s) | Precisione Singola | TDP (W) | MSRP (USD) |
| ----------------------- | ----------------- | ------------- | ------------------ | ------------------------------------------------- | -------------------- | ------- | ------------ | -------------------- | ---------------- | -------------------- | -------------------- | ------------ | -------------- | ------------------ | ------- | ---------- |
| GeForce GT 705          | 27 marzo 2014     | GF119-300-A1  | 40                 | 48:8:4                                            | 79                   | 1       | GDDR3        | 1650                 | 13.2             | 874                  | N.D.                 | 1.748        | 6.992          | 168                | 29      | N/A        |
| GeForce GT 710          | 29 gennaio 2016   | GK208-203-B1  | 28                 | 192:16:8                                          | 87                   | 2       | GDDR3        | 1800                 | 14.4             | 954                  | N.D.                 | 3.816        | 15.26          | 366.3              | 19      | N/A        |
| GeForce GT 720          | 27 marzo 2014     | GK208-320-A1  | 28                 | 384:32:8                                          | 87                   | 2       | GDDR3        | 1800                 | 14.4             | 967                  | N.D.                 | 7.736        | 30.94          | 742.7              | 19      | $49        |
| GeForce GT 730          | 18 giugno 2014    | GK208B-302-B1 | 40                 | 384:32:8                                          | 87                   | 1       | GDDR5        | 5000                 | 40.1             | 902                  | N.D.                 | 7.216        | 28.86          | 692.7              | 38      | N/A        |
| GeForce GT 740          | 29 maggio 2014    | GK107-425-A2  | TSMC 28 nm         | 384:32:16                                         | 118                  | 1       | GDDR5        | 5000                 | 80.1             | 993                  | N.D.                 | 7.944        | 31.78          | 762.6              | 64      | $89        |
| GeForce GTX 745         | 18 febbraio 2014  | GM107-220-A2  | TSMC 28 nm         | 384:24:16                                         | 148                  | 4       | GDDR3        | 1800                 | 28.8             | 1033                 | N.D.                 | 16.53        | 24.79          | 793.3              | 55      | N/A        |
| GeForce GTX 750         | 18 febbraio 2014  | GM107-300-A2  | TSMC 28 nm         | 512:32:16                                         | 148                  | 1       | GDDR5        | 5000                 | 80.1             | 1020                 | 1085                 | 17.36        | 34.72          | 1,111              | 55      | $119       |
| GeForce GTX 750Ti       | 18 febbraio 2014  | GM107-400-A2  | TSMC 28 nm         | 640:40:16                                         | 148                  | 2       | GDDR5        | 5400                 | 86.4             | 1020                 | 1085                 | 17.36        | 43.40          | 1,389              | 60      | $149       |
| GeForce GTX 760         | 25 giugno 2013    | GK104-225-A2  | TSMC 28 nm         | 1152:96:32                                        | 294                  | 2       | GDDR5        | 6000                 | 192.3            | 980                  | 1032                 | 24.77        | 99.07          | 2,378              | 170     | $249       |
| GeForce GTX 760Ti       | 27 settembre 2013 | GK104         | TSMC 28 nm         | 1344:112:32                                       | 294                  | 2       | GDDR5        | 6000                 | 192.3            | 915                  | 980                  | 27.44        | 109.80         | 2,634              | 170     | N/A        |
| GeForce GTX 770         | 30 maggio 2013    | GK104-425-A2  | TSMC 28 nm         | 1536:128:32                                       | 294                  | 2       | GDDR5        | 7000                 | 224.4            | 1046                 | 1085                 | 34.72        | 138.90         | 3,333              | 230     | $399       |
| GeForce GTX 780         | 23 maggio 2013    | GK110-300-A1  | TSMC 28 nm         | 2304:192:48                                       | 561                  | 3       | GDDR5        | 6000                 | 288.4            | 863                  | 902                  | 43.30        | 173.20         | 4,156              | 250     | $649       |
| GeForce GTX 780 Ti      | 7 novembre 2013   | GK110-425-B1  | TSMC 28 nm         | 2880:240:48                                       | 561                  | 3       | GDDR5        | 7000                 | 336.6            | 875                  | 928                  | 55.68        | 222.70         | 5,345              | 250     | $699       |
| GeForce GTX Titan       | 19 febbraio 2013  | GK110-400-A1  | TSMC 28 nm         | 2688:224:48                                       | 561                  | 6       | GDDR5        | 6000                 | 288.4            | 836                  | 876                  | 49.06        | 196.20         | 4,709              | 250     | $999       |
| GeForce GTX Titan Black | 18 febbraio 2014  | GK110-430-B1  | TSMC 28 nm         | 2880:240:48                                       | 561                  | 6       | GDDR5        | 7000                 | 336.0            | 889                  | 980                  | 58.80        | 235.20         | 5,645              | 250     | $999       |
| GeForce GTX Titan Z     | 28 maggio 2014    | GK110-350-B1  | TSMC 28 nm         | 2880:240:48 X2                                    | 561                  | 6 X2    | GDDR5        | 7000                 | 336.0 X2         | 705                  | 876                  | 52.56 X2     | 210.20 X2      | 5,046 X2           | 375     | $2999      |

## GeForce 800M
La serie GeForce 800M, è un rebrand della serie 700 dedicata al solo settore mobile introducendo l'architettura Maxwell di prima generazione prodotta a 28 nm.
Le GPU della serie 800 adottate nei notebook fecero uso sia della vecchia architettura Kepler che della nuova Maxwell ed in particolare:
- (Kepler) GeForce GTX880m e GeForce GTX870m;
- (Kepler oppure Maxwell GM107) GeForce GTX860m;
- (Maxwell GM107) GeForce GTX850m;
- (Maxwell GM108) GeForce GT840m e GeForce GT830m;
- (Fermi) GeForce GT820m.

In ambito desktop la micro-architettura Maxwell è stata proposta in ambito desktop solo successivamente, ma su alcuni nuovi modelli di fascia bassa della serie precedente (GeForce 700): (GM108) GeForce GTX750/GTX745; (GM107) GeForce GTX750Ti. Attraverso il modulo hardware integrato NVENC SIP di seconda generazione è stato garantito al software PureVideo il supporto all'encoding del formato video compresso AVCHD (h.264) alla profondità di colore Main8 (8 bit) in tre profili (YUV4:2:0, YUV4:4:4, LOSS-LESS) fino alla risoluzione di 1080p ad una velocità 16 volte più rapida (480fps) rispetto a quella di decoding (30fps). Il supporto DirectX (nonostante fosse compatibile sin dall'inizio con la versione 12) si fermò inizialmente, via driver, alla versione 11.2, così come l'OpenCL in versione 1.1 (anziché 1.2), mentre le API OpenGL, supportate fin da subito, furono le 4.5.
Rispetto alla serie mobile precedente la più consistente novità fu rappresentata dall'introduzione del "Battery Boost" con la quale nVIDIA ha incrementato l'autonomia di funzionamento dei notebook (fino a raddoppiarla) nel momento in cui questi, scollegati dalla presa di alimentazione, erano utilizzati per giocare impostando; ciò si otteneva introducendo nel driver la funzionalità che impostava in automatico un limite massimo nei frame rate di 30fps, evitando di processare quelli eccedenti. Le caratteristiche prestazionali della GPU Maxwell di prima generazione più spinta (GM107) possono riferirsi al modello GTX750Ti con: 1,472 TFLOPS in singola precisione (FP32); 46 GFLOPS in doppia precisione (FP64 in Maxwell ottenuti come: FP32/32); 16,32 GPixel/s di Pixel Rate e 40,8 GTexel/s di Texel Rate. Questo chip era caratterizzato da: 1,87 milioni di transistor, 640 Shading Units, 40 Texture Mapping Units, 16 Render Output Processors, 640 CUDA Cores, un TDP di 60 Watt, un die di 148mmq, il supporto al PCI-E 3.0 x16, 2.048 MB GDDR5 con bus di 128bit per un memory bandwidth di 86,4 GB/s. La seconda uscita video supportata dalla GeForce GTX750Ti, oltre quella DVI, prevedeva la HDMI 1.4b anch'essa con supporto HDCP 2.0.